# 小山若犬丸
小山 若犬丸（おやま わかいぬまる、生年未詳 - 応永4年（1397年）1月25日？）は、室町時代の小山氏の武将。小山義政の嫡男。小山 隆政（おやま たかまさ）とも。
幼名の若犬丸で知られる。ただし、「隆政」の名を後世の作為として、反逆者として追われていたために元服出来なかった、あるいは指導者としての神秘性を示すために意図的に元服しなかった説もある（彼の死去を伝える『本土寺過去帳』には「小山若犬明賢」とあり、幼名と法号のみが記されている）。
小山義政の乱の際、一時隠居した父に代わり家督を継いだといわれる。義政の敗死後、至徳3年（1386年）に挙兵、祇園城に立てこもったものの討伐され逃亡。この頃小田孝朝に匿われたが、後に所在が発覚し、小田氏が鎌倉公方足利氏満の討伐を受ける事になった。しかし彼は、所在が発覚した時点で既に逃亡しており、しばらく姿をくらました。応永3年（1396年）には新田氏や田村氏など宮方の残党と組んで挙兵したものの、氏満が討伐のため大軍を率いてくると敗北。一説に、徹底した氏満の捜索により、応永4年（1397年）正月25日に陸奥国会津にて自害したとも、又は更に逃亡し、蝦夷地に逃れたともいわれる。
若犬丸の遺児である7歳の宮犬丸と3歳の久犬丸は地元の蘆名氏によって捕えられて鎌倉に送られ、ほどなく武蔵国六浦沖に生きたまま籠に入れられて海に沈められ、ここに小山朝政以来の嫡流は完全に途絶えた。